# Julia Greville
Julia Greville (Australia, 18 de septiembre de 1979) es una nadadora australiana retirada especializada en pruebas de estilo libre, donde consiguió ser medallista de bronce olímpica en 1996 en los 4x200 metros.

## Carrera deportiva
En los Juegos Olímpicos de Atlanta 1996 ganó la medalla de bronce en los relevos de 4x200 metros estilo libre, con un tiempo de 8:05.47 segundos, tras Estados Unidos (oro) y Alemania (plata).
Además, en el Mundial de Piscina Larga de Perth de 1998 ganó dos medallas de bronce: en 200 metros estilo libre y 4x200 metros libres.